# Man Friday (film)
Man Friday (în traducere „Omul/Bărbatul Vineri”) este un film artistic din 1975 regizat de Jack Gold, cu Peter O'Toole și Richard Roundtree în rolurile principale. Este adaptat după piesa cu acelasi nume, din 1973 a lui Adrian Mitchell, bazată pe romanul Robinson Crusoe din 1719 al lui Daniel Defoe, în care se inversează rolurile, portretizându-l pe Crusoe ca pe un englez contondent și rigid, în contrast cu indigenul, inteligent și empatic. Filmul poate fi considerat ca fiind o critică metaforică a civilizației occidentale, în contrast cu viața si valorile "sălbaticilor" din Caraibe.

## Rezumat
Cinci „sălbatici” sosesc pe insula pe care Crusoe a naufragiat cu ani în urmă. Când încep să consume un tovarăș decedat într-o formă reverențioasă de canibalism ritual, Crusoe intervine si îi ucide cu excepția unuia, pe care îl ia ca prizonier și îl botează "Man Friday"
Friday e foarte isteț și învață rapid limba engleză. Crusoe încearcă apoi să-l învețe concepte occidentale de bază precum: proprietatea, sportul, pedeapsa, frica de Dumnezeu⁠(d) și așa mai departe, dar reacția lui Friday este de nedumerire și amuzament. Începe să pună la îndoială și chiar să-și bată joc de aceste concepte care i se par lipsite de sens ba chiar distructive. Într-o zi se răzvrătește, refuzând să mai fie sclav. După unele conflicte, Crusoe trebuie să recunoască că trebuie sa se schimbe, așa că îi recunoaște lui Friday statutul de om liber, deși nu ca egal. Ca o atestare a acestui fapt, începe să-i plătească o monedă de aur pe zi pentru munca sa. La întrebarea lui Friday la ce folosește aurul pe insula lor pustie, Crusoe raspunde că are 2000 de monezi, când le va câstiga, Friday poate cumpăra coliba și toate bunurile sale. 
Când apare o navă engleză, Crusoe este nespus de fericit. Doi bărbați sosesc într-o barcă și sunt invitați la cină, dar se dovedește că sunt negustori de sclavi⁠(d) care vor să-i captureze atât pe Crusoe, cât și pe Friday. Așa că aceștia din urmă colaborează la uciderea intrușilor atunci când își dau arama pe față. Nava pleacă fara să îi ia de pe insulă. Pentru o vreme se dezvoltă un fel de prietenie între Crusoe și Friday, care crede că poate îl poate învăța el pe Crusoe modul său de viață mai relaxat, necontrolat de „gânduri de putere, vinovăție și frică”.
Dar Crusoe recade în iluziile sale de superioritate și îi preda din nou lecții lui Friday despre civilizația sa. În timpul uneia intră în transă și îl leagă pe Friday de un stâlp, apoi ține o predică despre superioritatea sa în timp ce îl amenință pe Friday cu pușca. În cele din urmă, trage în propriul papagal vorbitor, care fusese singurul său tovarăș înainte de sosirea lui Friday. După acea experiență șocantă, Friday renunță la încercările sale de a-l schimba pe Crusoe; prietenia se termină și ea, rămâne doar relația de stăpân-servitor cu simbrie.
După câțiva ani, Friday a câștigat toate monedele de aur pe care le avea Crusoe și pune aurul pe masă, declarându-se proprietarul întregii proprietăți materiale de pe insulă. În colibă gasește pușca lui Crusoe și armând-o declară cu răceală că relația stăpân-servitor este inversată acum. Îl forțează pe Crusoe să construiască o plută solidă, iar ambii bărbați pleacă pe mare spre insula natală a lui Friday. Ajunsi acolo, tribul lui Friday reacționează cu uimire și amuzament la felul de a fi al lui Crusoe. Când acesta din urmă cere să se alăture tribului, propunându-i să-i învețe pe copii, Friday se împotrivește spunând că "singurul lucru pe care îi va învață este frica". Crusoe este respins și se întoarce pe insula sa pustie, unde se sinucide.

## Distribuție
- Peter O'Toole - Robinson Crusoe
- Richard Roundtree - Friday
- Peter Cellier - Carey
- Christopher Cabot - McBain
- Joel Fluellen - Doctorul
- Sam Seabrook - O fată
- Stanley Bennett Clay - Un băiat (ca Stanley Clay)

## Producție
Filmul are la bază o piesă de teatru TV a lui Adrian Mitchell, care a fost difuzată în 1972 ca parte a emisiunii Play for Today a BBC.
Mitchell a adaptat-o apoi pentru scenă și a avut premiera la Londra, în 1973.
Filmul a fost unul dintre primele finanțate de ITC Entertainment a lui Lew Grade. Trebuia să fie filmat în Hawaii, dar a ajuns să fie filmat în Mexic, la Puerto Vallarta, din cauza costurilor mai mici. Au fost necesare două săptămâni de repetiții și cinci săptămâni de filmări, începând cu decembrie 1974.

## Premiera
Premiera a avut loc la Festivalul de Film de la Cannes în 1975, unde regizorul Jack Gold a fost nominalizat pentru Palme d'Or.
Ulterior filmul a fost remontat cu un final schimbat, mai optimist, fară aprobarea regizorului.